# Crónicas
Crónicas és una pel·lícula mexicano-equatoriana del 2004 dirigida per Sebastián Cordero. Fou produïda, entre d'altres, per Guillermo del Toro i Alfonso Cuarón, Fou projectada a la secció Un Certain Regard del 57è Festival Internacional de Cinema de Canes.

## Sinopsi
Conta la història de Manolo Bonilla (John Leguizamo), presentador estrella d'un programa de notícies sensacionalistes de Miami, qui viatja juntament amb el seu equip a una petita ciutat equatoriana per a cobrir la història d'un assassí en sèrie de nens, el Monstre de Babahoyo. La mort accidental d'un nen provoca l'intent de linxament de Vinicio Cepeda (Damián Alcázar), un humil venedor ambulant. No obstant això, la intervenció de Manolo salva la vida de l'home. Vinicio és empresonat per homicidi involuntari i ofereix a Manolo informació sobre el Monstre a canvi que Manolo emeti un reportatge sobre el seu injust empresonament. Manolo accepta, atret pel costat fosc que intueix en Vinicio, i aviat comença a saltar-se les regles, decidit a ser l'heroi que, sense l'ajuda de ningú, detingui a l'assassí.

## Repartiment
- John Leguizamo - Manolo Bonilla
- Leonor Watling - Marisa Iturralde
- Damián Alcázar - Vinicio Cepeda
- José María Yazpik - Iván Suárez
- Alfred Molina - Victor Hugo Puentes
- Henry Layana - Don Lucho
- Tamara Navas - Doña Etelvina
- Washington Garzón - Joseph Juan
- Rosa Alina Ortiz - Amiga Don Lucho
- Raymundo Zambrano - Cura
- Camilo Luzuriaga - Capitán Bolivar Rojas
- Peki Andino - Sargento Saltos
- Luiggi Pulla - Robert

## Producció
El director del pel·lícula comenta: a finals de 1999 vaig llegir un article en un periòdic sensacionalista sobre l'arrest a Colòmbia d'un dels assassins i violadors de nens més brutals que el món ha conegut(Luis Alfredo Garavito Cubillos). L'article esmentava molt breument a l'esposa del violador; i després d'uns dies jo no podia deixar de pensar en ella. Sabia potser de la doble vida que portava el seu marit? Quin costat del seu espòs coneixia ella? Tenia ell un costat bo?. No podria pensar en una acció més baixa que matar i torturar a un nen, per la qual cosa es va convertir en un repte crear un personatge capaç d'assassinar en un moment, i alhora tenir una família amb la qual comparteix les millors intencions.
"Jo volia que els moments més lírics de la pel·lícula vinguin d'aquest "monstre" sense suggerir de cap manera que les seves accions són justificables".

## Rodatge i escenaris
El rodatge de la pel·lícula li ho va realitzar durant els mesos de juliol i agost del 2003 a les províncies de Guayas i Los Ríos. Amb un equip de seixanta tècnics, al voltant de trenta actors principals i secundaris i més de dos mil extres. La postproducció del film es va realitzar a Mèxic, el Brasil, França, els Estats Units, en un lapse de nou mesos.

## Banda sonora
La Banda Sonora de la pel·lícula va comptar amb la participació d'importants músics equatorians i estrangers com Hugo Hidrovo, la Grupa, Hipatia Balseca, Jinsop i la banda mexicana Café Tacuba realitzant una versió del tema mítico de Julio Jaramillo.

## Premis i nominacions
Als Premis Ariel va rebre sis nominacions, i va guanyar un premi.
| XLIX edició dels Premis Ariel | Crónicas                                       | millor pel·lícula        | Nominat   |
| XLIX edició dels Premis Ariel | Sebastián Cordero                              | Millor direcció          | Nominat   |
| XLIX edició dels Premis Ariel | Damián Alcázar                                 | Millor actor             | Guanyador |
| XLIX edició dels Premis Ariel | Iván Mora, Luis Carballar                      | Millor edició            | Nominat   |
| XLIX edició dels Premis Ariel | Jaime Baksht, Martín Hernández, Santiago Núñez | Millor so                | Nominat   |
| XLIX edició dels Premis Ariel | Sebastián Cordero                              | Millor argument original | Nominat   |